# デビルガンダム四天王
デビルガンダム四天王（デビルガンダムしてんのう）とはテレビアニメ『機動武闘伝Gガンダム』に登場する架空の兵器。デビルガンダム配下の4機のガンダムである。
機体の出所について作中では判然とせず、各種資料では搭乗者の元の乗機がDG細胞で変化した、またはDG細胞の力で搭乗者の乗機に偽装していた、という二通りの説明がなされている。

## マスターガンダム
四天王のリーダーであるガンダム。マスター・アジアの機体。

## グランドガンダム
陸戦用の四天王。称号は獅王争覇（ししおうそうは）。DG細胞により組成され、決勝大会ではジョンブルガンダムに偽装していた。機体色は黄土色を基調としている。
二足形態のスタンディングモードと四足形態のアタックモードの2つの形態を持つ。要塞級の巨体ゆえに動きは鈍いが、厚い装甲とDG細胞による再生力、弾幕を張れるほどの圧倒的な攻撃を誇る。背部の「グランドホーン」からは電撃を発し、肩部の「グランドキャノン」から発する砲弾は体内で生成するため無尽蔵。さらに、グランドキャノンから伸びる腕部も武器になる。
決勝リーグでのガンダムローズ戦では、ジョンブルガンダムの状態から発した煙幕に紛れてグランドガンダムの姿となり交戦。頭部にローゼスビット連続攻撃を受けたことが元で戦闘不能となるが、煙幕に紛れてジョンブルガンダムの姿に戻ったことで、正体を知られずにすんだ。最終バトルロイヤルではデビルガンダム四天王第2の刺客としてゴッドガンダムの眼前で正体を現して交戦するが、ガンダムマックスターとガンダムローズとの1対2の戦いとなる。最終的にはローゼスビットをギガンディックマグナムからコックピットに直接打ち込む連携攻撃によって倒された。

## ガンダムヘブンズソード
空中戦用の四天王。称号は天剣絶刀（てんけんぜっとう）。DG細胞から組成され、決勝大会ではネロスガンダムに偽装していた。機体色は白を基調としている。
人型形態のスタンディングモードと鳥型形態のアタックモードの2つの形態を持つ。スタンディングモードでの武装・攻撃は偽装時のネロス同様に足技を主体としており「虹色の脚」や「ハイパー銀色の脚スペシャル」を使用。アタックモードでは羽根を飛ばす「ヘブンズダート」や巨大な鉤爪「ヘブンズクロー」羽ばたきで竜巻を発生させる「ヘブンズトルネード」や火炎を放つ「ウィンドファイアー」を使用。エネルギー吸収能力も備えており、ゴッドガンダム戦で爆熱ゴッドフィンガーのエネルギーを吸収成功した際は赤く変色した。
決勝リーグでのゴッドガンダム戦では、ネロスガンダムの状態から発した煙幕に紛れてガンダムヘブンズソードの姿となり交戦。ゴッドフィンガーによるダメージで戦闘不能となるが、煙幕に紛れてネロスガンダムの状態に戻ったことで正体を知られずにすんだ。最終バトルロイヤルではデビルガンダム四天王第1の刺客として、ゴッドガンダムの眼前で正体を現して交戦するが、ドラゴンガンダムとボルトガンダムとの1対2の戦いになる。最終的にはボルトガンダムのグラビトンハンマーとドラゴンガンダムの真・流星胡蝶剣の合体攻撃で敗れた。
英語版では名称がRaven Gundam（レイヴンガンダム）に変更されている。

## ウォルターガンダム
水中戦用の四天王。称号は笑倣江湖（しょうほうこうこ）。DG細胞から組成され、最終バトルロイヤルではノーベルガンダムに偽装していた。機体色は緑を基調としている。
三足歩行形態のスタンディングモードと球型形態のアタックモードの2つの形態を持つ。口には「ウォルターファング」と呼ばれる牙を隠し持ち、蛇腹状の腕部にはビーム砲「ウォルターテンタクル」を備えている。アレンビーを搭乗させた際は、外部からバーサーカー・システムで制御されていた。
四天王機では唯一搭乗者が決まっていなかったために、ネオホンコンに向かう途中のゴッドガンダムを襲撃した際は自動操縦で動かされていた。その後、ウォンの手で洗脳されたアレンビーを搭乗者とし、ノーベルガンダムに偽装した状態でランタオ島に出現して暴れ回り、レインの搭乗するライジングガンダムとの戦闘の最中、ウォルターガンダムに変化した。バーサーカー・システムの受信装置をライジングアローで破壊されるもなお暴走を続け、零距離から放ったライジングアローでようやく撃破され、アレンビーはレインとミカムラ博士の手で救出される。その後、DG細胞に冒されたウォン自身が搭乗し、ネオジャパンコロニーに戻ったレインの元へ向かうゴッドガンダムを上昇中に襲撃。ブッドキャリアーを破壊してゴッドガンダムを空中へ放り出すが、そこに風雲再起が来援し、その蹴りで文字通り一蹴された。

## グランドマスターガンダム
コロニーデビルガンダムのメイン動力炉を、ウルベがDG細胞によって変形させた機体。四天王の能力をすべて持ち合わせており、上半身はマスターガンダムで、グランドガンダムの下半身（首から下）を持ち、ガンダムヘブンズソードの翼と爪を付け、尻尾がウォルターガンダムとなっている。グランドの部分の色は黄土色から黒になっている。
四天王の全ての攻撃能力を使用可能であり、ダークネスフィンガーに似たエネルギー攻撃も使う。コロニー内部に侵入したシャッフル同盟の前に立ちはだかった。石破天驚拳を初めとした各必殺技にはびくともせず、強大な力を見せ付けたが、全員の力を合わせた必殺技「シャッフル同盟拳」により大破し、搭乗者のウルベも砕け散るように消滅した。しかし、生体ユニット（レイン）が健在なために、機体は再生を始める。レイン救出に向かったゴッドガンダム以外のシャッフル同盟の攻撃で、完全再生を防がれ続けた。
設定画では、正面しか描かれていなかった。また、アクションフィギュア『MOBILE SUIT IN ACTION!!』で発売されたデビルガンダム四天王各機は、専用のジョイントパーツを介し合体させることでグランドマスターガンダムを再現できるようになっているが、カラーリングや機体ごとのバランスが作中のものとは異なる。